# Kroner Lake
Der Koner Lake (in Chile Laguna Galvarino und Laguna Pennilea, in Argentinien Laguna Verde ‚Grüne Lagune‘) ist ein kreisförmiger See mit einem Durchmesser von 315 m auf Deception Island im Archipel der Südlichen Shetlandinseln. Er liegt unmittelbar westlich der Whalers Bay und nördlich des Penfold Point.
Norwegische Walfänger benannten ihn in der Zeit zwischen 1905 und 1931 als Tokroningen (norwegisch für Zweikronenstück). Die hydrographische Einheit der Royal Navy nahm unter der Leitung von  Lieutenant Commander David Neil Penfold (1913–1991) zwischen 1948 und 1949 Vermessungen vor. Das UK Antarctic Place-Names Committee übertrug die norwegische Benennung 1950 in abgewandelter Form ins Englische. Namensgeber der von Teilnehmern der Ersten Chilenischen Antarktisexpedition (1946–1947) vorgenommenen Benennung ist der Mapuchekrieger Galvarino († 1557), ein indigener Protagonist des Arauco-Kriegs. Die alternative chilenische Benennung geht auf die unter Penfolds Leitung erstellte Karte aus dem Jahr 1949 zurück, auf der der See als Lake Pennilea nach dem Loch Pennilea in Schottland verzeichnet ist.